# Johann II. (Auvergne)
Johann II. genannt le Mauvais Ménagier (etwa: der schlechte Hausherr; † 28. September 1404) war Graf von Auvergne und Boulogne. Er war ein Sohn von Johann I., Graf von Auvergne und Boulogne, und Johanna von Clermont.
Er heiratete wohl am 11. August 1373 in Compiègne Eleonore von Comminges, Tochter von Graf Pierre Raymond II. und Witwe von Bernard II., Sire de L’Isle-Jourdain. Sie hatten nur eine Tochter, Johanna II. (* 1378, † Ende 1422, vielleicht auch 1424), die 1389 Herzog Johann von Berry heiratete und nach dessen Tod (1416) Georges de La Trémoille.